# بوتليتز
بوتليتز (بالألمانية: Putlitz) هي مدينة و بلدة ألمانية تقع في ألمانيا في براندنبورغ. يقدر عدد سكانها بـ 3,009 نسمة .

## المدن التوأمة
مدينة كالتنكيرشه هي مدينة توأمة لـبوتليتز.

## أعلام
- جوتفريد بن